# XXI. Budapester Bezirk
Der XXI. Bezirk der ungarischen Hauptstadt Budapest wird auch Csepel ['tʃɛpɛl] genannt und ist der einzige Bezirk auf der gleichnamigen Insel.

## Lage und Daten
Der XXI. Bezirk liegt im nördlichen Teil der Donauinsel Csepel. Am gegenüberliegenden Ufer liegt im Westen der XXII. Bezirk, im Osten der IX., XX. und XIII. Bezirk. Im südlichen Teil der Insel grenzt er an den Ort Szigetszentmiklós, der zur Agglomeration Budapest gehört. In der Rangfolge der bevölkerungsreichsten Bezirke steht Csepel an Platz 11 von 23.
Der XXI. Bezirk gliedert sich in die Stadtteile Csepel-Belváros, Csepel-Kertváros, Csepel-Ófalu, Csepel-Rózsadomb, Csepel-Szabótelep, Csillagtelep, Erdőalja, Erdősor, Gyártelep, Háros, Királyerdő, Királymajor und Szigetcsúcs.
Größere Wohngebiete:
- Ady Endre utcai lakótelep
- Csillagtelep
- Királymajori lakótelep
- Vízmű lakótelep
- Árpád utcai lakótelep

## Verkehr

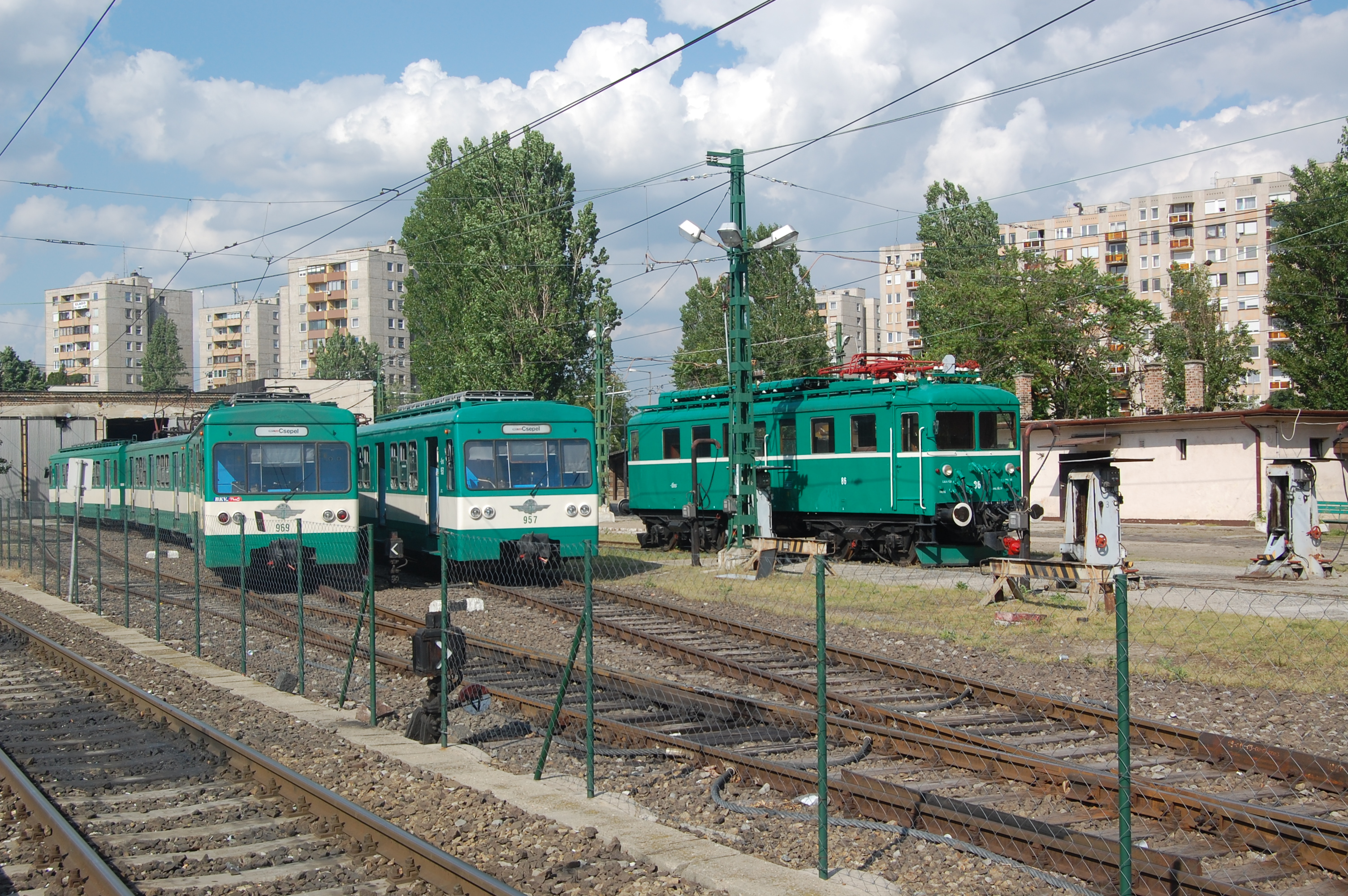
Züge der HÉV in Csepel

Csepel ist mit der HÉV am Boráros tér mit dem Zentrum von Budapest verbunden. Die Buslinie 179 von der Brücke Közvágóhíd, bzw. die Linien 35, 36, 148 und 151 führen über die Brücke Gubacsi-híd nach Osten zu Kőbánya-Kispest, Soroksár-Újtelep und Pesterzsébet. Der 138er Bus verbindet den Inselbezirk mit Budatétény am westlichen Donauufer.
Mit dem Auto ist Csepel von Westen her über die Szabadkikötő út erreichbar. Aus südlicher Richtung führt die II. Rákóczi Ferenc út ins Zentrum des Bezirks. Außerhalb der Stadtgrenze verläuft die Schnellstraße M0, die auch über die Insel verläuft.

## Geschichte

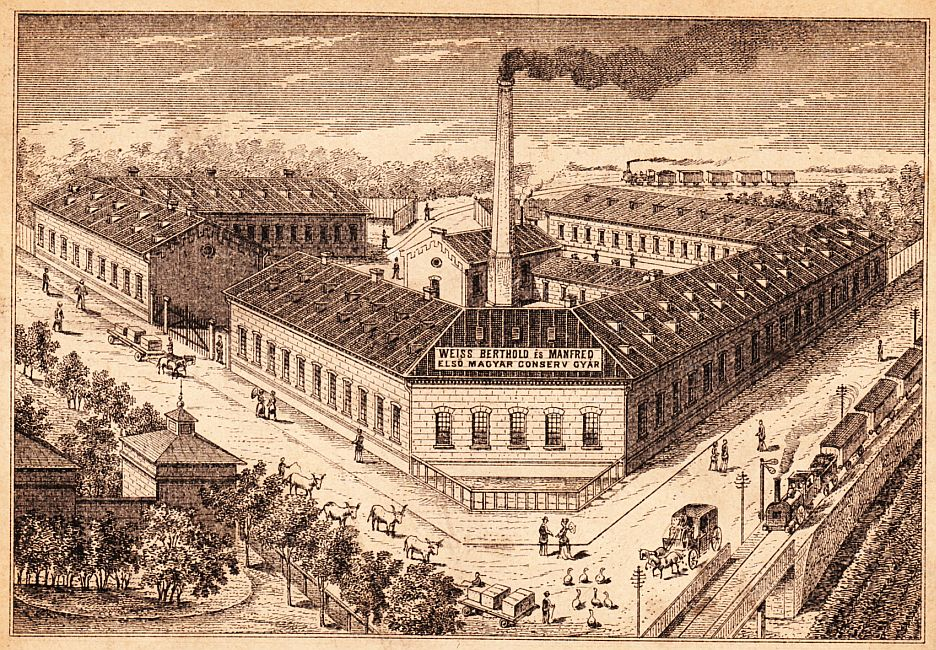
Konservenfabrik der Brüder Berthold und Manfred Weiss in Csepel um 1885

Im 19. Jahrhundert wurde Csepel zu einem bedeutenden Industriegebiet. Insbesondere entwickelte sich dort ein Zentrum für Schwerindustrie. Im Umkreis entstanden zahlreiche Arbeiterwohnungen, aber auch Schrebergärten. Am 1. Januar 1950 wurde Csepel zusammen mit vielen anderen Gemeinden in die Hauptstadt eingegliedert.

## Wirtschaft
Neben den traditionellen metallverarbeitenden Werken gibt es heute unter anderem eine Papierfabrik. In der ersten Hälfte des 20. Jahrhunderts prägte der Industrielle Manfréd Weiss mit seinem Stahlwerk die wirtschaftliche Entwicklung. Das Unternehmen stellte damals die breiteste Produktpalette in Osteuropa her. Nach dem Zweiten Weltkrieg ging der Betrieb in Staatsbesitz über. Noch in den 1950er Jahren wurden die Produkte bis nach Tibet exportiert. Später sank die Bedeutung des Unternehmens. Ende der 1980er Jahre war die Aufrechterhaltung angesichts der eingebrochenen Nachfrage nicht mehr rentabel. Heute befindet sich auf dem Gelände ein Industriepark mit mehreren hundert Unternehmen, Büros und Geschäften.

## Naturschutz
Der Tamariska-domb bei Királyerdő ist das einzige geschützte Gebiet. Seit 1999 untersteht es dem Schutz der Hauptstadt. Von den dort lebenden Tier- und Pflanzenarten stehen einige auf der Roten Liste des Europarats. Viele sind pannonische Endemiten. Seit der Verordnung XII. 8. des Ministers für Umweltschutz und Wasser aus dem Jahr 2006 hat die Ráckaver bzw. Soroksárer Donau den Status eines Naturdenkmals herausragender Bedeutung ("Kiemelt jelentőségű természetmegőrzési területek").

## Kultur und Gemeindeleben

### Sport
Fußball:

Die Fußballmannschaft des Csepel SC war vor allem von den 1940er bis zu den 1970er Jahren erfolgreich. In dieser Zeit gewann der Verein mehrere Meisterschaften. Nach finanziellen Problemen in den 1990er Jahren wurde die Mannschaft 2001 aufgelöst. Im Jahr 2006 siegte die neuformierte Mannschaft bei der Budapester Meisterschaft und stieg so in die NB-III-Liga auf. Allerdings wurde die Fußballabteilung nicht neu gegründet. Die Spieler gehören heute dem Verein TUE des III. Bezirks an.
Basketball und Streetball:

Im Rákóczi Kert („Rákóczi Garten“) gibt es einen Basket- und Streetballverein.
Volleyball:

Infolge der teilweisen Auflösung des SC Csepel funktionierten einige Abteilungen selbstständig weiter. Eine der Nachfolgeorganisationen ist der Volleyballclub Csepeli RC, der im oberen Mittelfeld spielt.
Weitere aus dem SC hervorgegangene Sportvereine betreiben Kajak- und Kanusport sowie Ringen.

### Kulturelle Einrichtungen
- Arbeiterwohnheim Tschepele (Csepeli Munkásotthon)[4]
- Musikschule Árpád Fasang (Fasang Árpád Zeneiskola)[5]
- Galerie und Lokalgeschichtliche Sammlung Tschepele (Csepel Galéria és Helytörténeti Gyűjtemény)[6]
- Béni Egressy Fachmittelschule und Gymnasium für Musik (Egressy Béni Zeneművészeti Szakközépiskola és Gimnázium)[7]
- Gemeindehaus Királyerdő (Királyerdei Művelődési Ház)
- Gemeindehaus Miklós Radnóti (Radnóti Miklós Művelődési Ház) im Stadtteil Csillagtelep

### Zivile Organisationen
- Csepeli Kertbarát Kör: „Kreis Csepeler Gartenfreunde “
- Csepeli Helytörténeti és Városszépítő Egyesület: „Csepeler Vereinigung Lokalgeschichte und Stadtverschönerung“
- Csepeli Zöld Kör Egyesület: „Csepeler Vereinigung Grüner Kreis“
- Mosoly Nővérszolgálat és Egészségvédő Egyesület
- Nincs Határ Csepeli Ifjúsági Sport- és Szabadidő Egyesület: „Csepeler Jugendsport- und Freizeitvereinigung „Keine Grenze““
- Dél Csepel Polgárőr Egyesület: „Vereinigung Bürgerwehr Süd-Csepel“
- Létminimum Alatt Élők Társasága-Csepel: „Gesellschaft der unter dem Existenzminimum Lebenden – Csepel“

## Partnerstädte
- Rijeka, Kroatien
- Juankoski, Finnland
- Neuenburg am Rhein, Deutschland
- Nagyszalonta, Rumänien

## Fotos

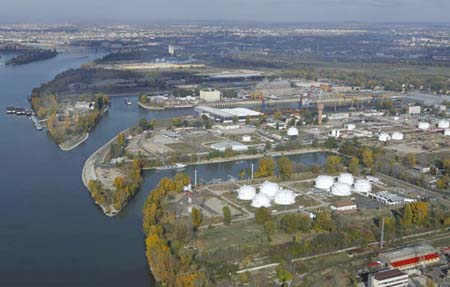
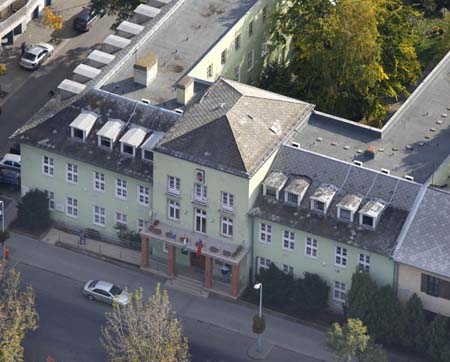
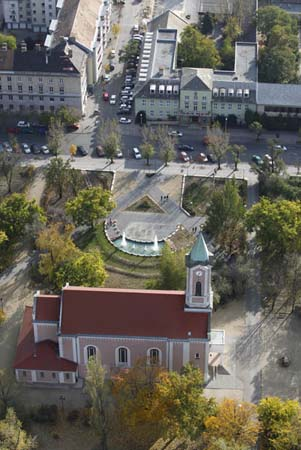
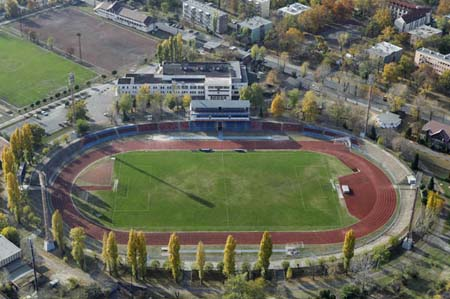
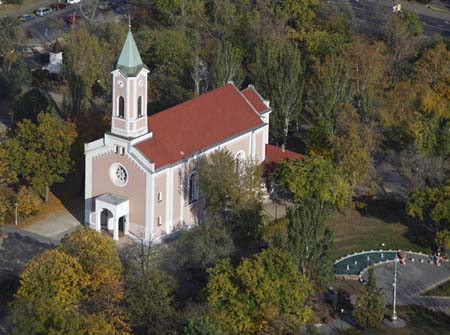